# Пфеффинген (Альбштадт)

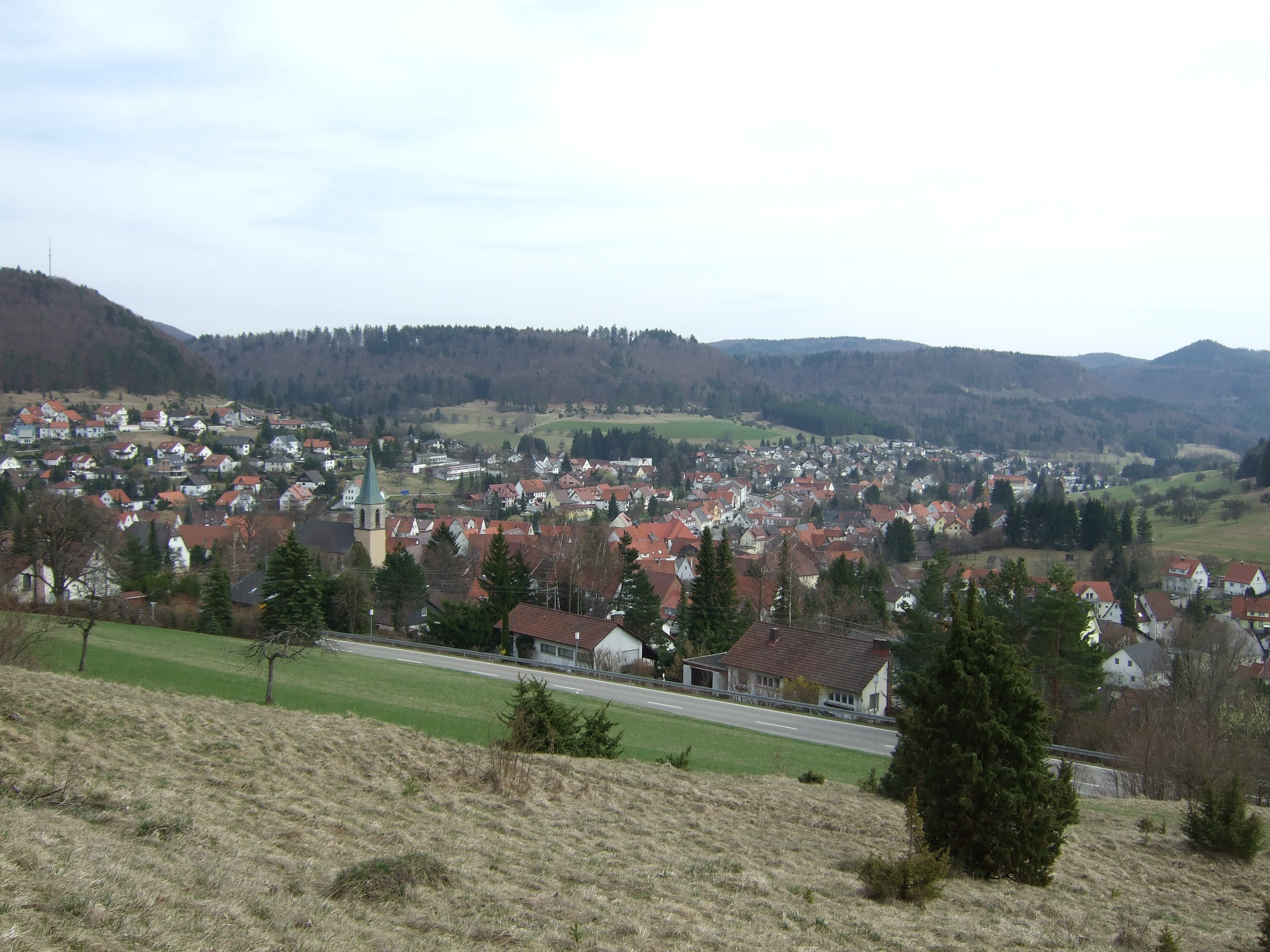
Панорама Пфеффинген

Пфеффинген — район города Альбштадт в районе Цоллернальб, Баден-Вюртемберг. Он расположен на Швабском Альбе, примерно на полпути между Штутгартом и Боденским озером. На востоке граничит с районом Таилфинген, на юге с Маргретхаузен и на западе с Бургфельден.

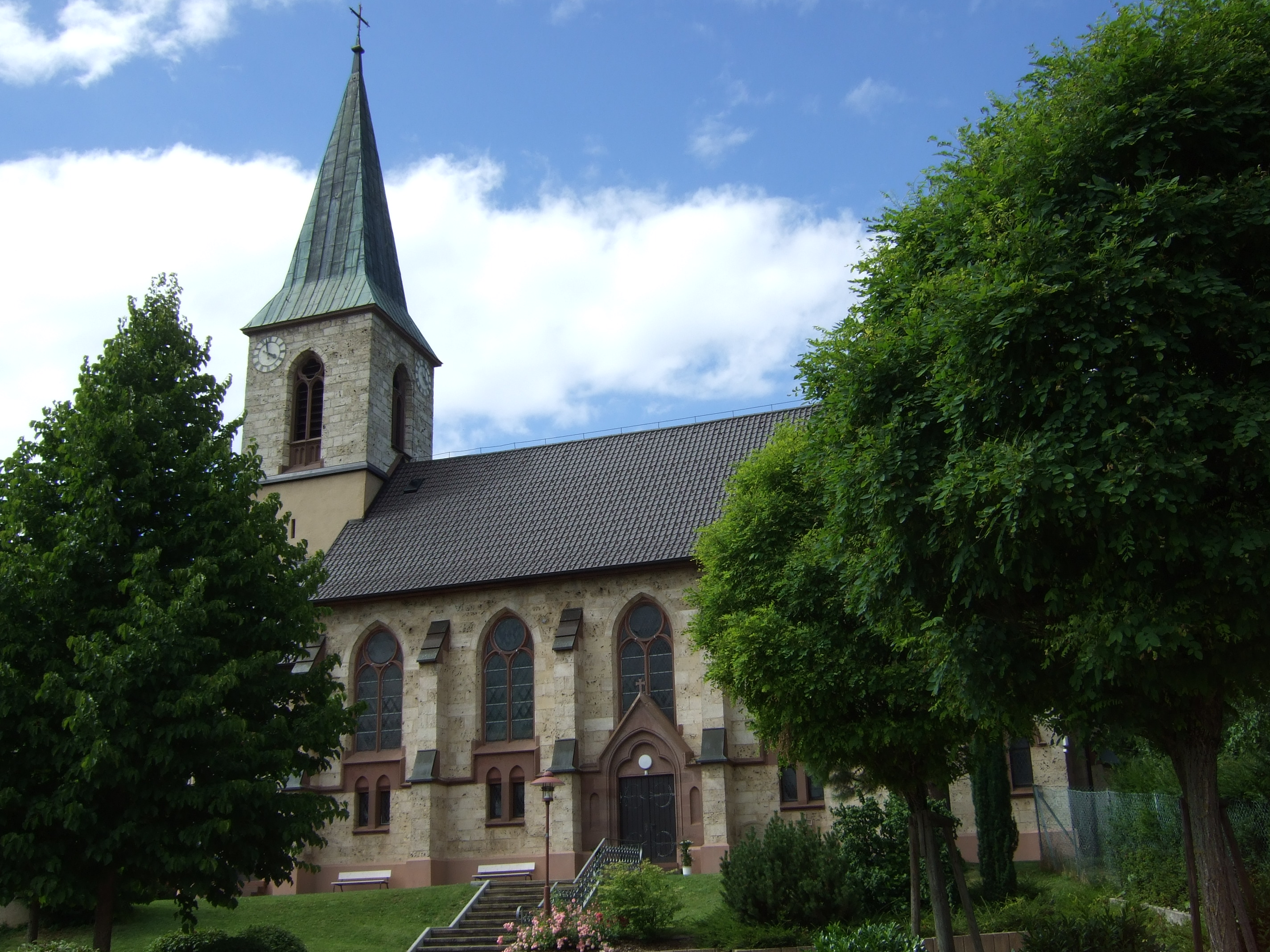
Evangelische St. Nikolauskirche
Evang.-methodistische Paulus-Kirche
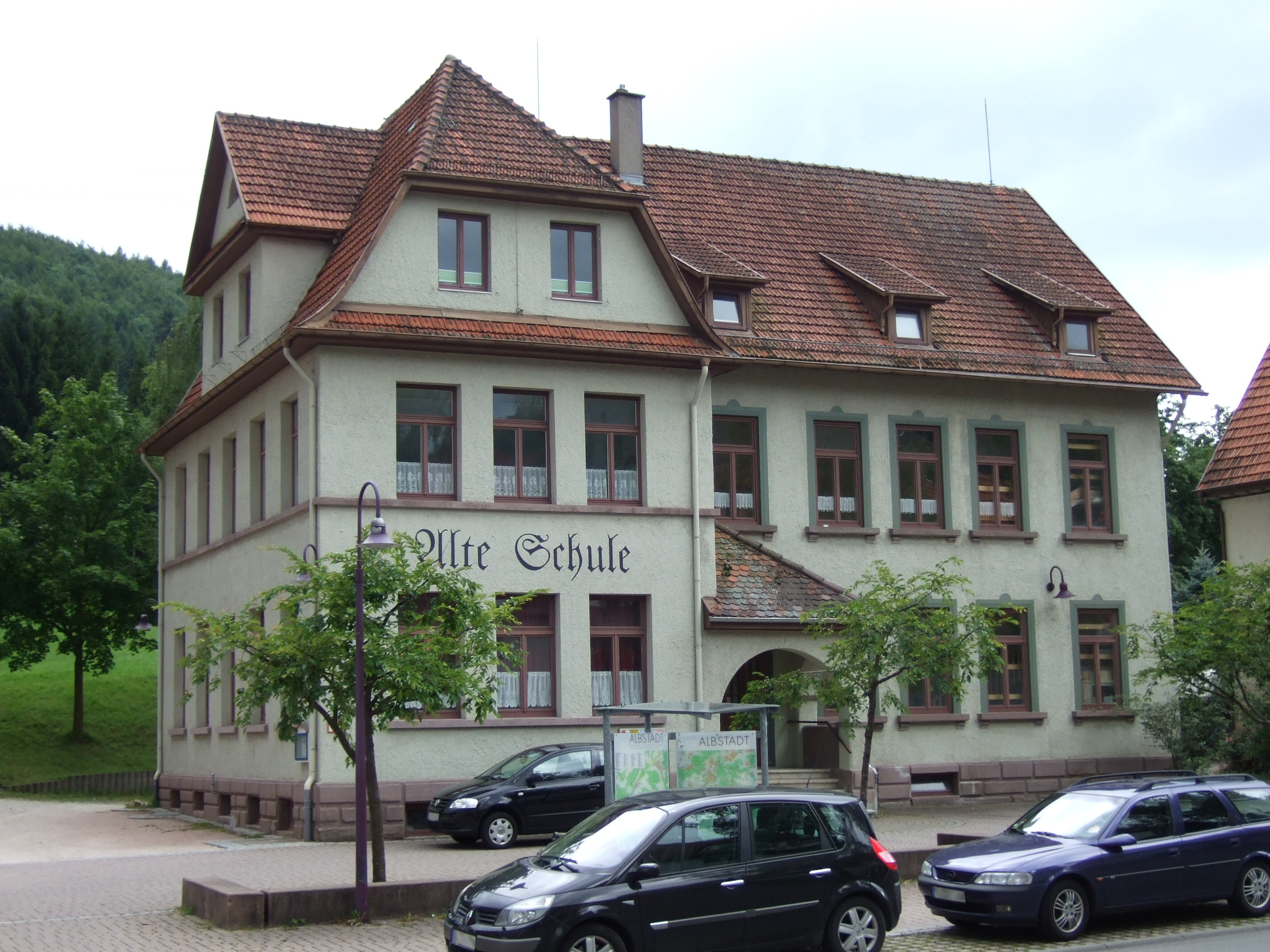
Alte Schule
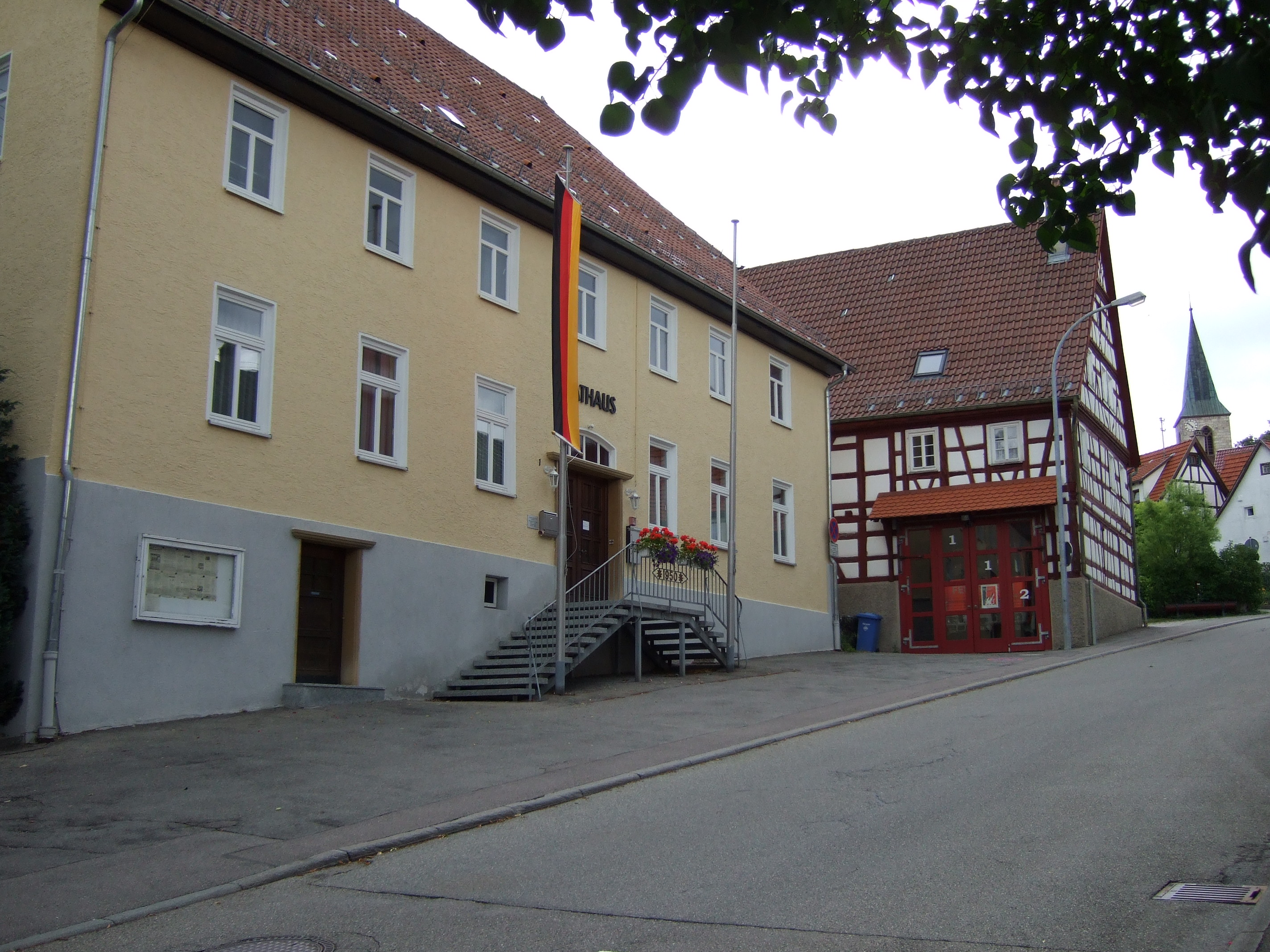
пожарный дом Пфеффинген
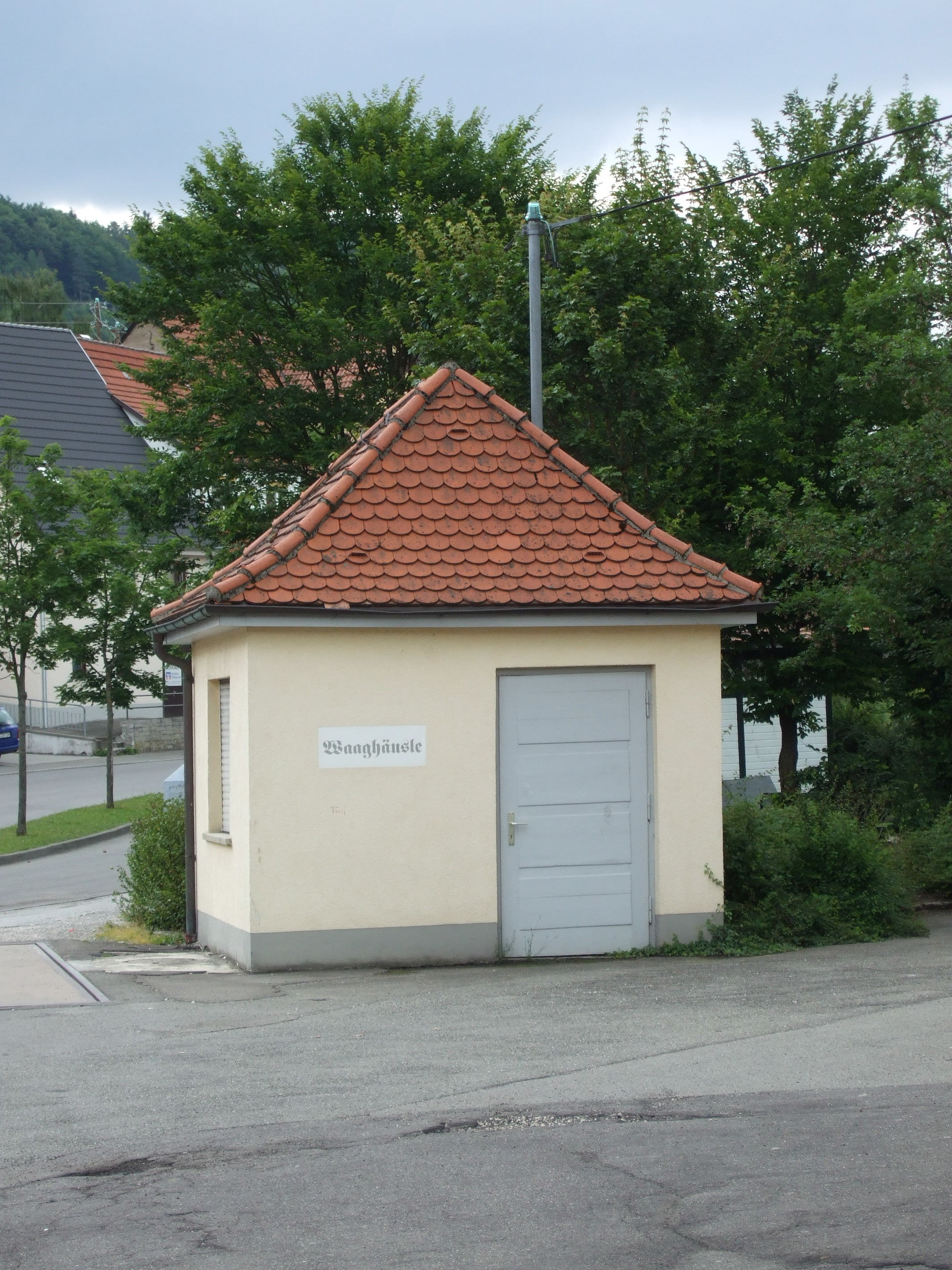
Das Waaghäusle
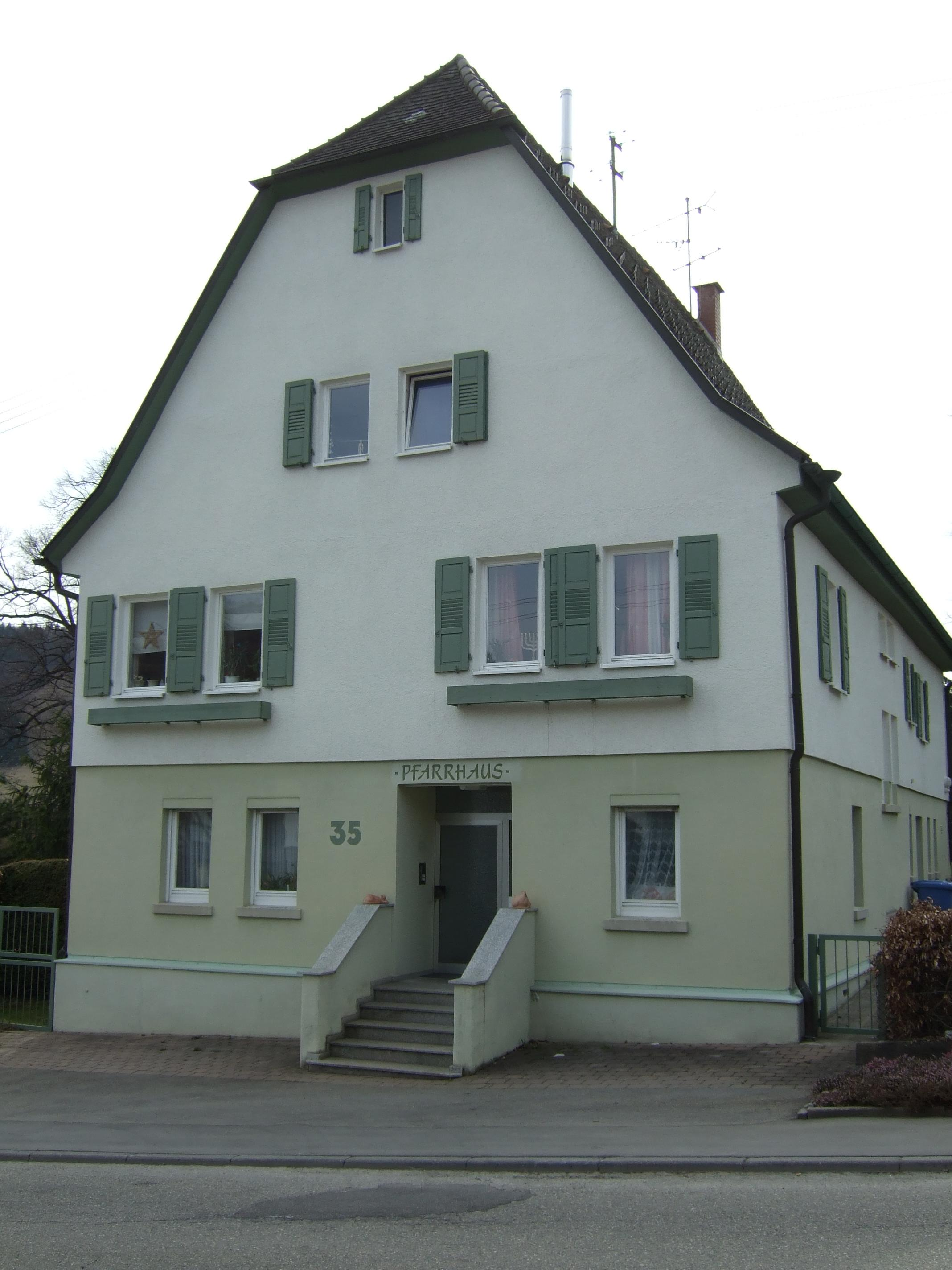
Das Pfarrhaus